# Vandglas
 For alternative betydninger, se drikkeglas. (Se også artikler, som begynder med drikkeglas)
Vandglas er en vandig opløsning af natriumsilikat (Na2Si3O7). Opløsningen har en massefylde på ca. 1,06 kg/liter. Stoffet har tidligere været brugt til konservering af æg, fordi det hærder lufttæt op og lukker fuldstændigt af for smittekim.
I dag bruges vandglas især til efterbehandling af betonstøbninger, der skal være vandtætte (gulve, bassiner, rørføringer osv.). Vandglas bruges også som bindemiddel til mineralfarver. Stoffet bruges også til at gøre ting brandfaste, bl.a af fyrværkere.

## Note
1. ↑  Aldrich: Sodium metasilicate (engelsk)
2. ↑  Borup Kemi I/S: Borup vandglas

## Eksterne links
- Borup Kemi I/S: Sikkerhedsdatablad Arkiveret 5. maj 2016 hos  Wayback Machine.